# 109-es busz (Budapest, 2016–2023)
A budapesti 109-es jelzésű autóbusz Óbuda, Bogdáni út és a Batthyány tér között közlekedett. A viszonylatot a Budapesti Közlekedési Zrt. üzemeltette.

## Története
2016. január 16-ától a budai fonódó villamos-hálózat beindításakor a 86-os busz lerövidült a Batthyány térig és a 109-es jelzést kapta. A Clark Ádám téri alagút elkészültéig (március 13-áig) meghosszabbított útvonalon, a Szent Gellért térig közlekedett.
2019. augusztus 17–20. között a Déli pályaudvarig meghosszabbítva járt.
Az autóbuszokra 2021. december 4. óta hétvégente és ünnepnapokon csak az első ajtón lehet felszállni, amit 2022. július 18-án a munkanapi időszakra is kiterjesztettek.
2023. március 17-én üzemzárással megszűnt, szerepét a munkanapi csúcsidőszakokban sűrűbben induló 9-es busz és a Bem rakparti villamosjáratok (19, 41) vették át.

## Útvonala
| Batthyány tér felé |
| Óbuda, Bogdáni út vá. – Bogdáni út – Szentendrei út – Flórián tér – Pacsirtamező utca – Lajos utca – Zsigmond tér – Árpád fejedelem útja – Bem rakpart – Bem József tér – Fő utca – Batthyány tér – Batthyány tér M+H vá. |
| Óbuda, Bogdáni út felé |
| Batthyány tér M+H vá. – Batthyány tér – Bem rakpart – Árpád fejedelem útja – Zsigmond tér – Lajos utca – Pacsirtamező utca – Flórián tér – Szentendrei út – Bogdáni út – Óbuda, Bogdáni út vá.                            |

## Megállóhelyei
| 0  | Óbuda, Bogdáni út végállomás | 17 | 9, 111, 118                                                                                    |
| 1  | Bogdáni út                   | ∫  | 9, 34, 106, 111, 118, 134, 226                                                                 |
| 2  | Raktár utca                  | 15 | 9, 34, 106, 111, 118, 134, 226                                                                 |
| 3  | Flórián tér                  | 13 | 1, 1M 9, 29, 34, 106, 111, 118, 134, 137, 218, 226, 237 800, 815, 820, 821, 830, 832, 840, 848 |
| 5  | Kiscelli utca                | 11 | 9, 29, 111                                                                                     |
| 6  | Tímár utca                   | 10 | 9, 29, 111                                                                                     |
| ∫  | Nagyszombat utca             | 9  | 9, 29, 111                                                                                     |
| 8  | Galagonya utca               | ∫  | 9, 111                                                                                         |
| 9  | Kolosy tér                   | 7  | (Szépvölgyi út) 17, 19, 41 9, 29, 65, 65A, 111, 165                                            |
| 10 | Zsigmond tér                 | 6  | 17, 19, 41 9                                                                                   |
| 12 | Császár-Komjádi uszoda       | 4  | 9                                                                                              |
| 14 | Margit híd, budai hídfő H    | 3  | 4, 6, 17, 19, 41 9, 26, 91, 191, 226, 291                                                      |
| 16 | Bem József tér               | 2  | 19, 41                                                                                         |
| ∫  | Kacsa utca                   | 1  |                                                                                                |
| 19 | Batthyány tér M+H végállomás | 0  | 19, 41 11, 39, 111                                                                             |

## Képgaléria

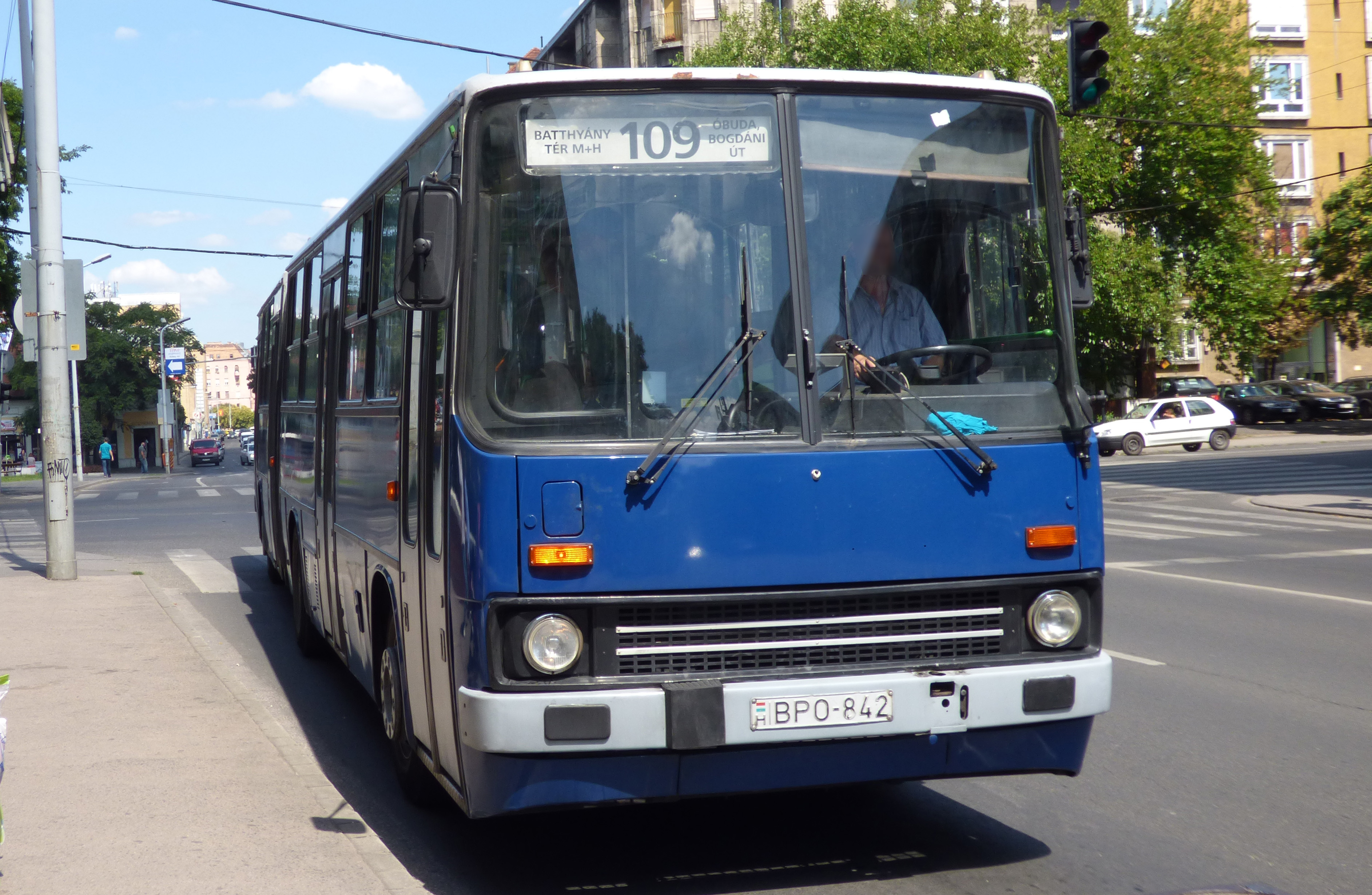
Ikarus 280-as busz a Kolosy téren
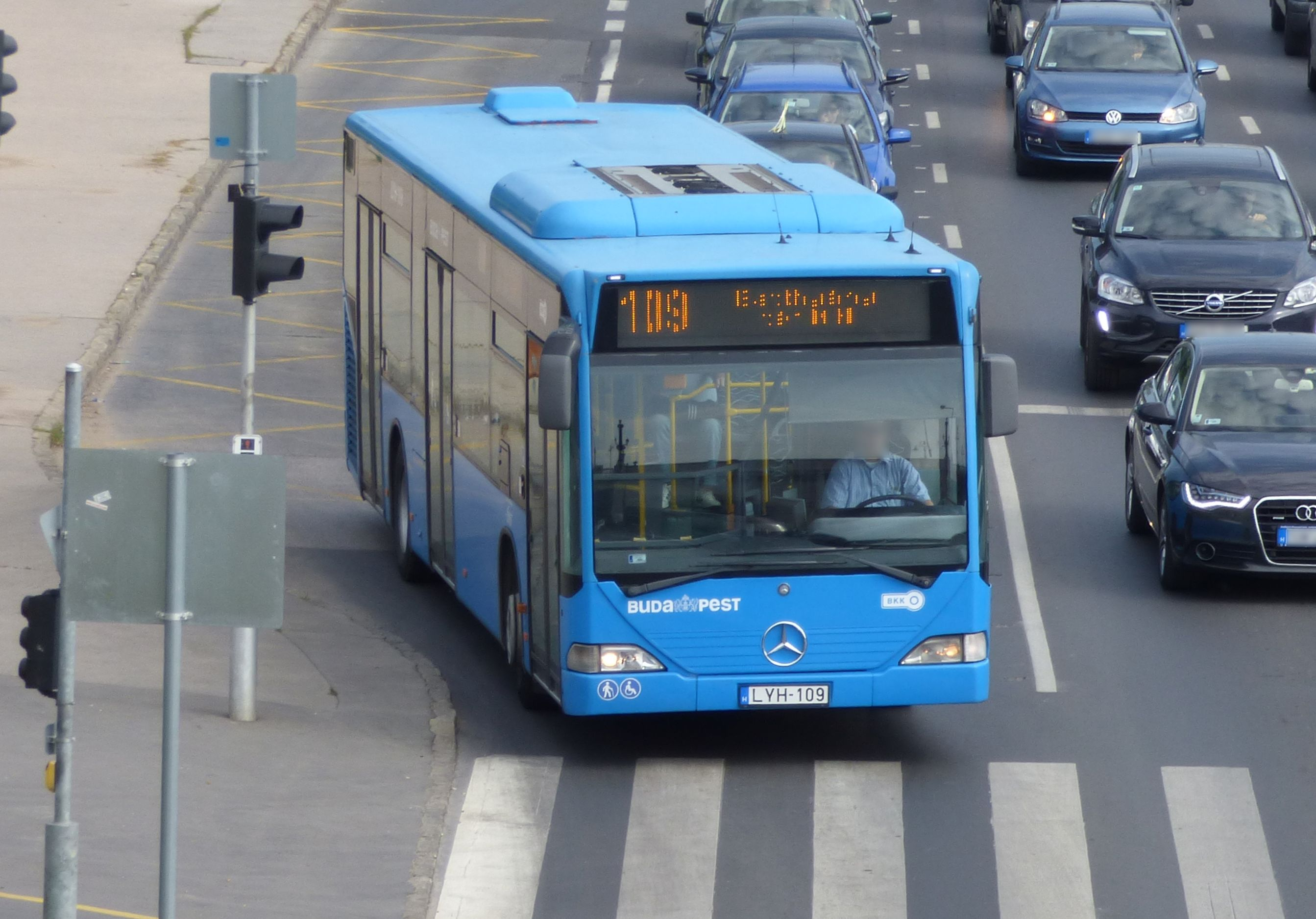
Mercedes-Benz Citaro a Margit hídnál
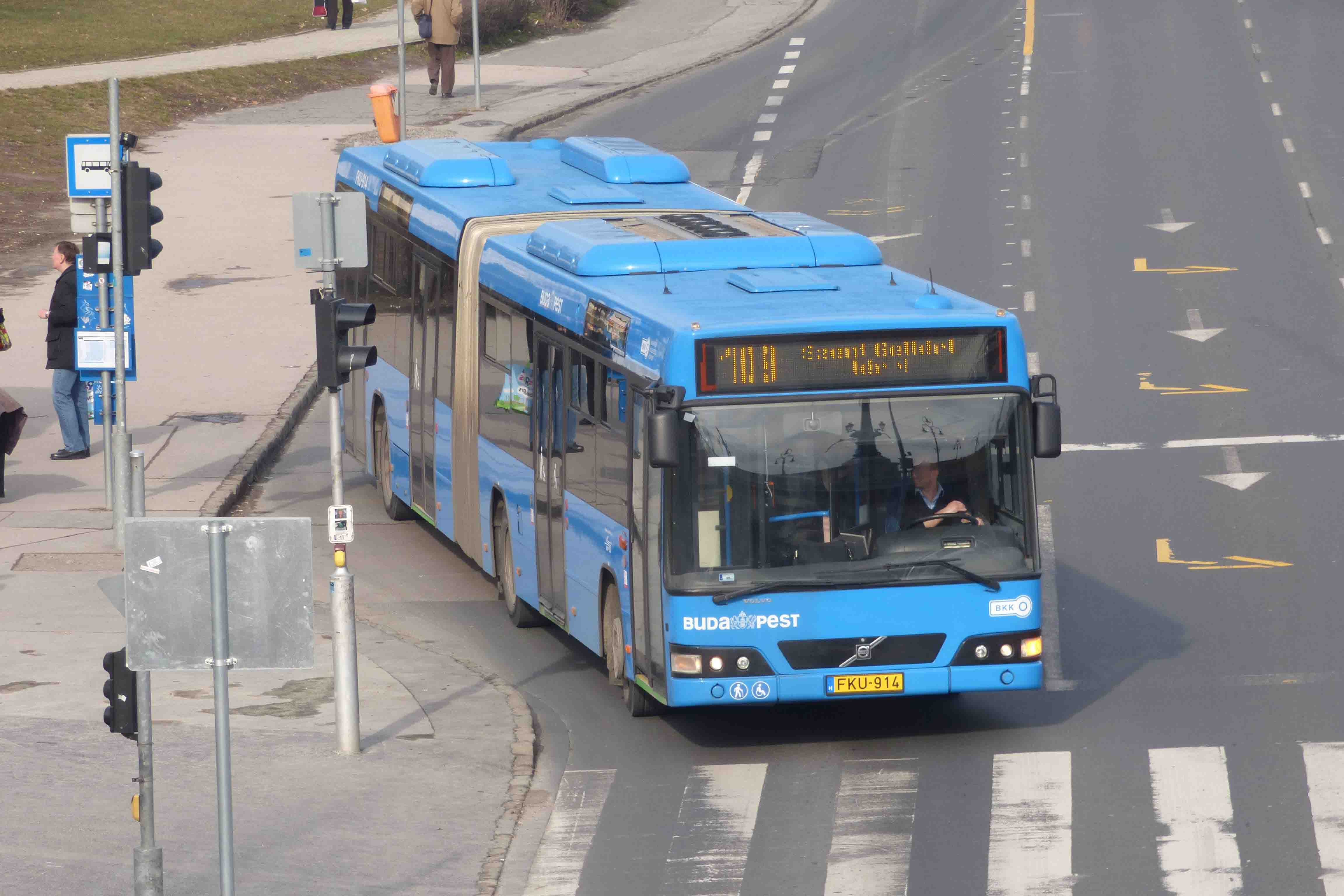
Volvo 7700A a Margit hídnál
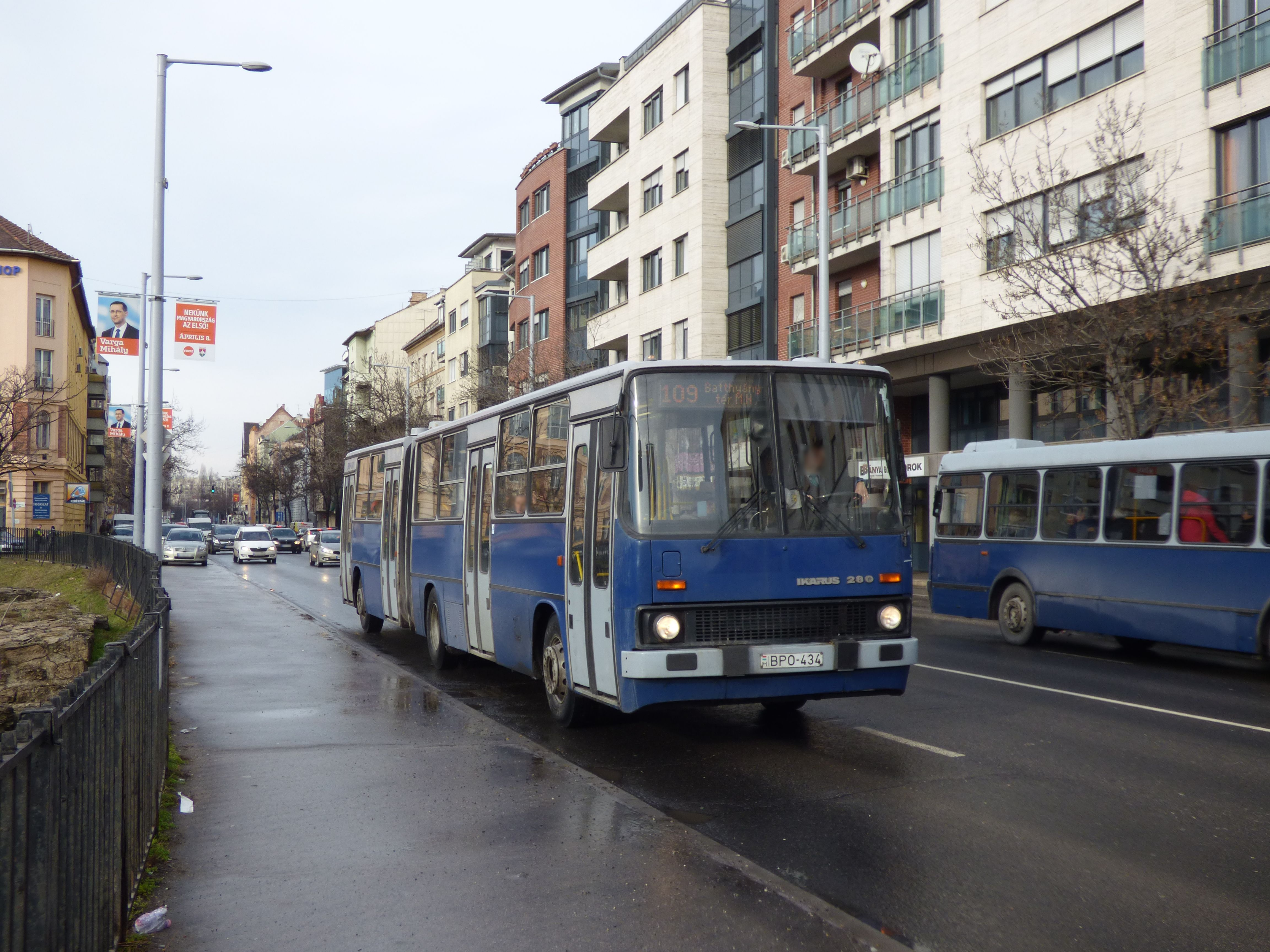
Ikarus 280-as busz a Pacsirtamező utcában